# Yin Yin Myint

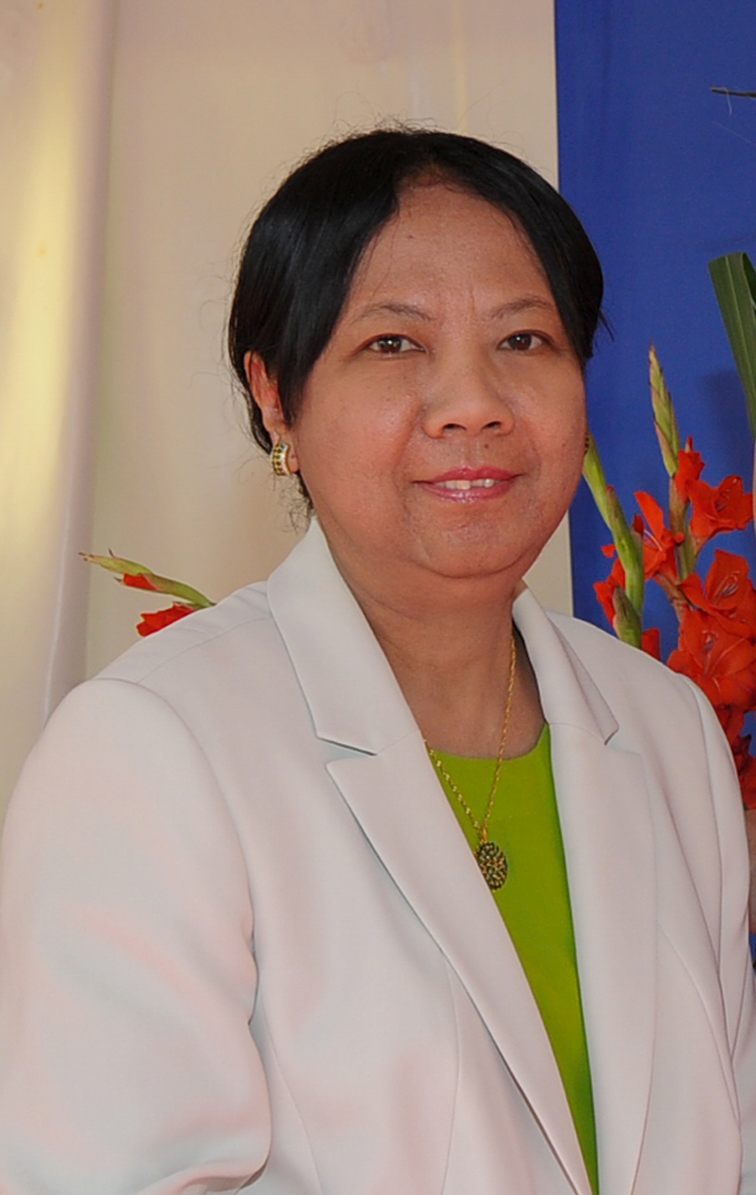
Yin Yin Myint im Juli 2016

Daw Yin Yin Myint (birmanisch ဒေါယဉ်ယဉ်မြင့်; * 7. Dezember 1955) ist eine myanmarische Diplomatin und seit 50 Jahren die erste Botschafterin ihres Landes. Sie wurde im Mai 2015 Gesandte in Berlin.

## Werdegang
Yin Yin Myint absolvierte Masterstudien in Rangun (Englisch) und in Politikwissenschaft an der University of Hawaii.
Yin Yin Myint trat 1983 in den diplomatischen Dienst ihres Landes ein. Im Range eines dritten Sekretärs war sie als Abteilungsleiterin im Außenministerium tätig. Unterbrochen wurde ihre Tätigkeit von 1985 bis 1987 durch ihr Studium in den Vereinigten Staaten. Als zweite Sekretärin wechselte sie 1990 an die Ständige Vertretung Myanmars bei den Vereinten Nationen in Genf. Zur ersten Sekretärin befördert, kehrte sie 1994 an das Ministerium zurück, wo sie als stellvertretende Direktorin bis 1995 in der Abteilung für Internationale Organisationen und Wirtschaft und bis 1998 in der Abteilung für Forschung tätig war.
Als Botschaftsrätin und stellvertretende Missionschefin ging Yin Yin Myint 1998 an die Botschaft in Rom. Drei Jahre später übernahm sie als Direktorin die Abteilung Ostasien und Pazifik im Außenministerium. Im Jahr 2005 übernahm sie als Chargée d’affaires und Gesandtin-Botschaftsrätin die vakante Leitung der Botschaft in den Vereinigten Staaten. Im Jahr 2007 wechselte Yin Yin Myint als stellvertretende Generaldirektorin und später Generaldirektorin zur Abteilung Training, Forschung und Fremdsprachen. Im Jahr 2012 wurde sie zur Botschafterin in Brunei ernannt.
Yin Yin Myint wurde am 19. Mai 2015 zur außerordentlichen und bevollmächtigten Botschafterin der Republik der Union Myanmar in Deutschland akkreditiert. Sie erhielt nichtresidierende Nebenakkreditierungen für Polen, Tschechien, Estland und Finnland. Im März 2017 nahm sie an einem Festakt teil, bei dem der 2006 „wiederentdeckte“ Goldene Brief in das Weltdokumentenerbe in Deutschland aufgenommen wurde.